# Großsteingräber von Gaarzerhof
Die Großsteingräber von Gaarzerhof, ein Ganggrab und ein Großdolmen im Hünenbett wurden 1967 von Adolf Hollnagel (das Ganggrab) und Ewald Schuldt (der Großdolmen) untersucht und restauriert. Die Megalithanlagen entstanden zwischen 3500 und 2800 v. Chr. als Großsteingräber der Trichterbecherkultur (TBK). 
Sie liegen südlich der Straße von Kröpelin nach Rerik (L122), 100 m voneinander entfernt, dort wo, vor Rerik, im Landkreis Rostock in Mecklenburg-Vorpommern, von der „Kröpeliner Straße“ die Straße zum Ortsteil Neu Gaarz abzweigt, im Feld.

## Das Ganggrab

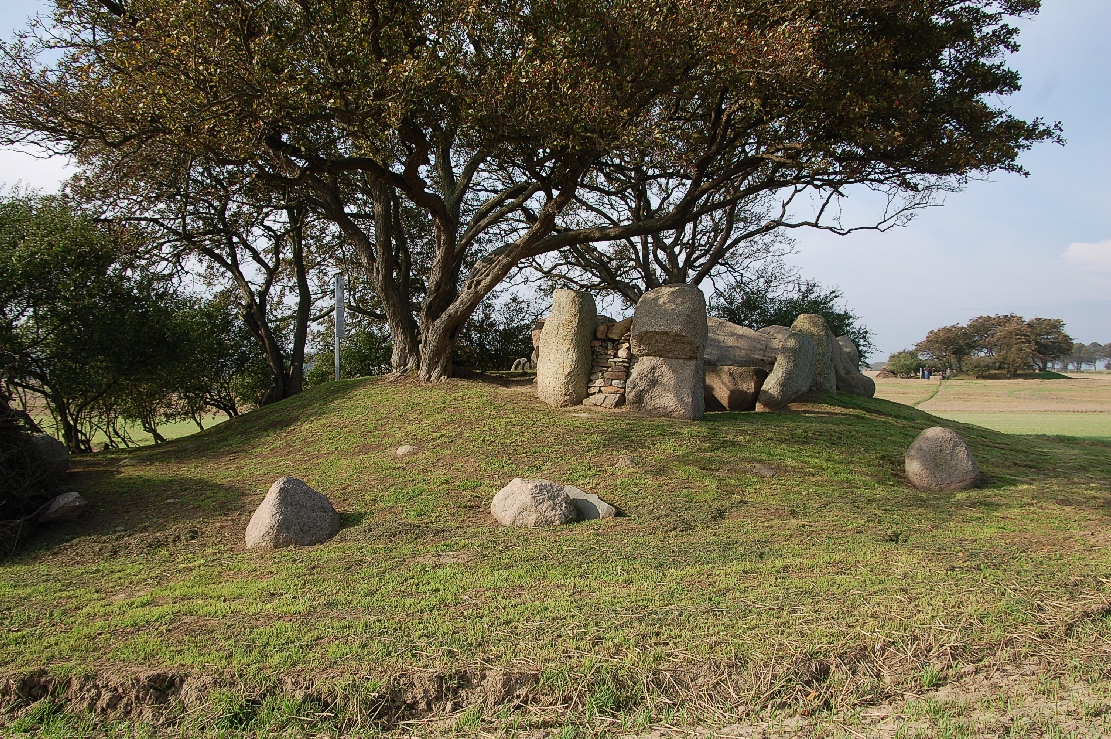
Das Großsteingrab Gaarzerhof 1 (Sprockhoff-Nr. 327)

Die ost-west orientierte Kammer des Ganggrabes mit der Sprockhoff-Nr. 327 lag ursprünglich im Rollsteinhügel. Von den 13 Tragsteinen fehlt nur einer, auf der Nordseite. Die 1,5 m hohe und 1,9 m breite Kammer weist eine Länge von 6,7 m auf. Ihr nur teilweise erhaltener, 0,8 m breiter lateral außermittig ansetzender Gang, liegt auf der Südseite und ist drei Meter lang. Schwellensteine befinden sich am Beginn und in der Mitte des Ganges. Die Anlage hatte ursprünglich fünf Decksteine, von denen zwei erhalten sind. 
Das Ganggrab wurde durch die Träger der Einzelgrabkultur nachgenutzt. Die Diele besteht aus Lehmestrich. Gefunden wurden neben Holzkohle und 332 Scherben, 16 Querschneider, neun Klingen, fünf Schlagsteine, vier doppeltkonische Gefäße, vier Einzelgrabbecher, drei Bernsteinperlen (eine doppelaxtförmig), zwei Flachbeile, zwei Schüsseln, zwei Kugelamphoren, ein Schaber und ein Schultergefäß.

## Der Großdolmen

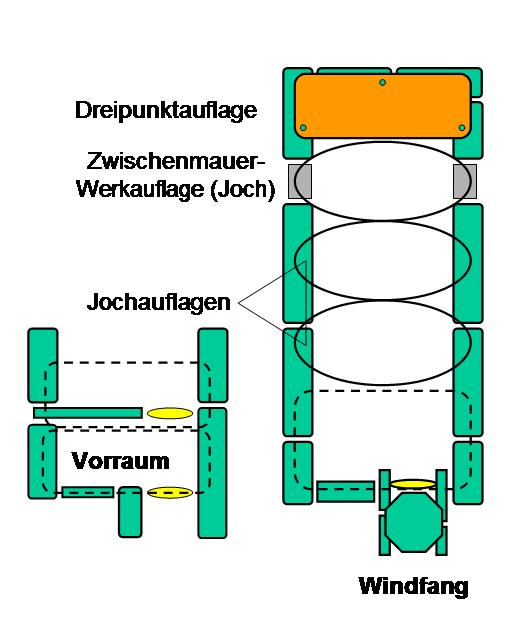
Schema Großdolmen

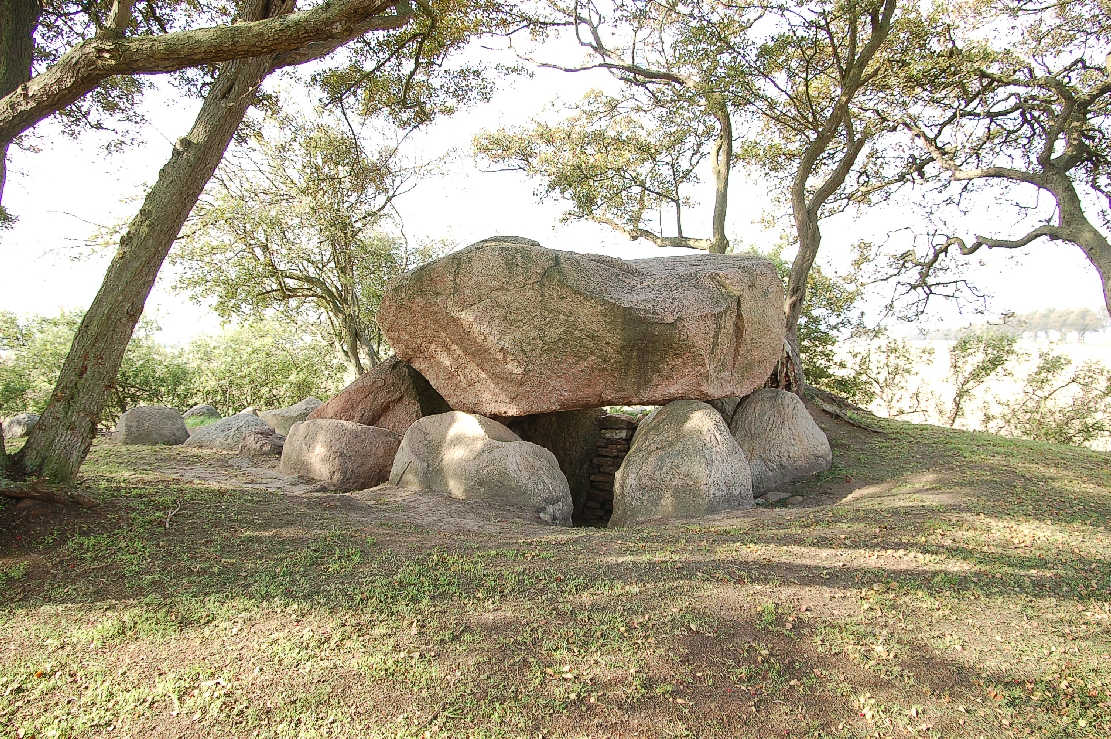
Das Großsteingrab Gaarzerhof 2 (Sprockhoff-Nr. 328)

Der nord-süd orientierte Großdolmen von Gaarzerhof mit der Sprockhoff-Nr. 328, der zunächst in einem nahezu quadratischen Hünenbett von 9,5 m Länge und 8,5 m Breite lag, wurde final mit einem Rundhügel bedeckt. Vom rechteckigen Hünenbett sind nur an der nördlichen und der südlichen Seite Randsteine erhalten. Von den ehemals drei Decksteinen der Kammer liegen noch zwei auf. Die 1,6 m hohe trapezoide Kammer ist 5,0 m lang und im Norden 1,9 m breit, sie verjüngt sich am Südende einseitig, durch einen eingewinkelten Tragstein auf 1,2 m. Dort schließt sich der 1,2 m lange, 0,6 m breite und 0,8 m hohe bis auf die Deckenplatten vollständige Gang an. Am Beginn des Ganges befindet sich ein Schwellenstein. Die durch Ausfeuerung rot geglühte Kammerdiele besteht aus geglühtem Feuerstein und Lehmestrich. Sie hat drei Quartiere. In der Kammer lagen die Platten des Zwischenmauerwerks im Füllboden verstreut, dies war belegbar bereits während des Neolithikums erfolgt. Neben menschlichen Gebeinen, Holzkohle und 215 Scherben fanden sich 22 Bernsteinperlen (davon vier doppelaxtförmige), 22 Querschneider, 13 Klingen, 10 Schlagsteine, sieben Klingenkratzer, fünf doppelkonische Gefäße, vier Schüsseln, drei Amphoren, zwei Spitzenreste, ein dicknackiges Beil und ein Flachbeil.